# Leszna Górna
Leszna Górna est une localité polonaise de la gmina de Goleszów, située dans le powiat de Cieszyn en voïvodie de Silésie.